# مانوئل سانچز تورس
مانوئل سانچز تورس (انگلیسی: Manuel Sánchez Torres؛ زادهٔ ۱ ژانویهٔ ۱۹۶۰) بازیکن فوتبال اهل اسپانیا است.
از باشگاه‌هایی که در آن بازی کرده‌است می‌توان به باشگاه فوتبال ان‌ئی‌سی نایمخن، باشگاه فوتبال توئنته، باشگاه فوتبال هراکس آلملو، باشگاه فوتبال رودا جی‌سی کرکراد، و باشگاه فوتبال والنسیا اشاره کرد.